# Cherry Red Records
La Cherry Red Records è un'etichetta indipendente inglese formata a Londra nel 1978.
E nata come evoluzione della ditta di promozione di concerti rock già attiva da qualche anno e che aveva ricavato il nome dall'omonima canzone del 1971 dei Groundhogs.
I fondatori sono stati Iain McNay (tuttora presidente) e Richard Jones. Il primo singolo fu Bad Hearts dei The Tights, nel giugno 1978. Tra i primi artisti a pubblicare con l'etichetta si possono citare Morgan Fisher dei Mott the Hoople, i Destroy All Monsters e soprattutto le The Runaways. Il primo notevole successo fu l'album Fresh Fruit for Rotting Vegetables dei Dead Kennedys per il quale McNay investì 10.000 $ per le registrazioni.

## Artisti
- Attila the Stockbroker
- Blow Up
- The Bodast Tapes
- The Charlottes
- Kevin Coyne
- Creation Rebel
- Dead Kennedys
- Destroy All Monsters
- Everything but the Girl
- Eyeless in Gaza
- Felt
- fraternity
- Morgan Fisher
- Five or Six
- Grab Grab the Haddock
- Hollywood Brats
- Jane
- Thomas Leer
- Marine Girls
- Medium Medium
- The Misunderstood
- Momus
- The Monochrome Set
- The Nightingales
- The Passage
- Suzi Quatro
- Red Box
- The Runaways
- The Seers
- The Sharks
- Soul
- Tracey Thorn
- Ben Watt
- Wolfgang Flür
- Zero Le Creche